# Jinxiu
Der Autonome Kreis Jinxiu der Yao (chinesisch 金秀瑶族自治县, Pinyin Jīnxiù Yáozú Zìzhìxiàn; Zhuang Ginhsiu Yauzcuz Swciyen) ist ein autonomer Kreis der Yao der bezirksfreien Stadt Laibin im Autonomen Gebiet Guangxi der Zhuang-Nationalität in der Volksrepublik China. Er hat eine Fläche von 2.469 Quadratkilometern und zählt 132.500 Einwohner (Stand: Ende 2018). Sein Hauptort ist die Großgemeinde Jinxiu (金秀镇).

## Administrative Gliederung
Auf Gemeindeebene setzt er sich aus drei Großgemeinden und sieben Gemeinden zusammen. 